# 류기수
류기수(柳驥秀, 1902년 9월 5일 ~ 1986년 3월 29일)는 대한민국의 제2대 국회의원이다. 본관은 전주이며, 경기도 용인 출생이다. 손자는 유기홍이다.

## 약력
- 경성사범학교 졸업
- 약대후원회 이사
- 농본사 이사
- 제2대 국회의원
- 한국전쟁 때 납북된 이후 재북평화통일촉진협의회에서 일하다 1959년 3월 함북지방으로 쫓겨난뒤 1986년 3월 29일에 병사하였다.[2]

## 역대 선거 결과
|  | 34.66% |

|  | 22.68% |